# Tanır, Afşin
Tanır là một thị trấn thuộc huyện Afşin, tỉnh Kahramanmaraş, Thổ Nhĩ Kỳ. Dân số thời điểm năm 2010 là 2.769 người.